# ایمریماندروسو
ایمریماندروسو (به لاتین: Imerimandroso) یک منطقهٔ مسکونی در ماداگاسکار است که در آمباتوندرازاکا واقع شده‌است. ایمریماندروسو ۱۱٬۰۰۰ نفر جمعیت دارد و ۷۷۸ متر بالاتر از سطح دریا واقع شده‌است.